# أليخاندرو كاسونا
أليخاندرو رودريغز ألفاريز (بالإسبانية: Alejandro Rodríguez Álvarez)‏، ويعرف أدبيًا باسم أليخاندرو كاسونا (بالإسبانية: Alejandro Casona)‏ ـ (3 مارس 1903 ـ 17 سبتمبر 1965)، هو شاعر وكاتب مسرحي إسباني، ولد في بيسوللو، ينتمي إلى جيل 27. حصل على درجة البكالوريوس من جامعة خيخون ثم التحق بجامعة مرسية. اضطر ـ ككثير من المثقفين الإسبان ـ إلى ترك وطنه بعد صعود فرانكو، فنزح إلى الأرجنتين، حيث عاش في بوينس أيرس حتى أبريل 1962، ثم عاد نهائيًا إلى إسبانيا حيث ظل حتى وفاته عام 1965.

## من مسرحياته
- ممنوع الانتحار في الربيع (بالإسبانية: Prohibido suicidarse en primavera) المكسيك، 1937
- سيدة الفجر (بالإسبانية: La dama del alba) بوينس أيرس، 1944
- قارب بلا صياد (بالإسبانية: La barca sin pescador) بوينس أيرس، 1945 (ترجمها إلى العربية الدكتور محمود علي مكي تحت عنوان "مركب بلا صياد")
- الأشجار تموت واقفة (بالإسبانية: Los árboles mueren de pie) بوينس أيرس، 1949 (ترجمها إلى العربية الدكتور محمود علي مكي).

## روابط خارجية
- أليخاندرو كاسونا على موقع IMDb (الإنجليزية)
- أليخاندرو كاسونا على موقع قاعدة بيانات الفيلم (الإنجليزية)